# Ögonbrynstangara
Ögonbrynstangara (Thlypopsis superciliaris) är en fågel i familjen tangaror inom ordningen tättingar. Den förekommer i bergsskogar i Sydamerika. Arten minskar i antal men beståndet anses vara livskraftigt.

## Utseende
Ögonbrynstangaran är en liten sångarlik tangara med tydlig geografisk variation i utseendet. De flesta fåglar är olivgröna ovan och gula under, med grå hjässa och tydligt vitt ögonbrynsstreck. Fåglar i norra och centrala Peru är grå ovan och vitaktiga under. De i västra Venezuela har gult ögonbrynsstreck. Gulögd tangara är mer färglöst olivgrön med mindre tydligt ögonbrynsstreck och citronskogssångaren har bredare ögonbrynsstreck och ljusare ben. 

## Levnadssätt
Ögonbrynstangaran hittas i trädtaket i skogar och skogsbryn, från 2200 meters höjd upp till trädgränsen. Den ses i par eller smågrupper som födosöker aktivt, ofta som en del av kringvandrande artblandade flockar.

## Utbredning och systematik
Ögonbrynstangaran delas in i sju underarter med följande utbredning:
- Thlypopsis superciliaris chrysophrys – Anderna i sydvästra Venezuela (Trujillo, Mérida och Táchira)

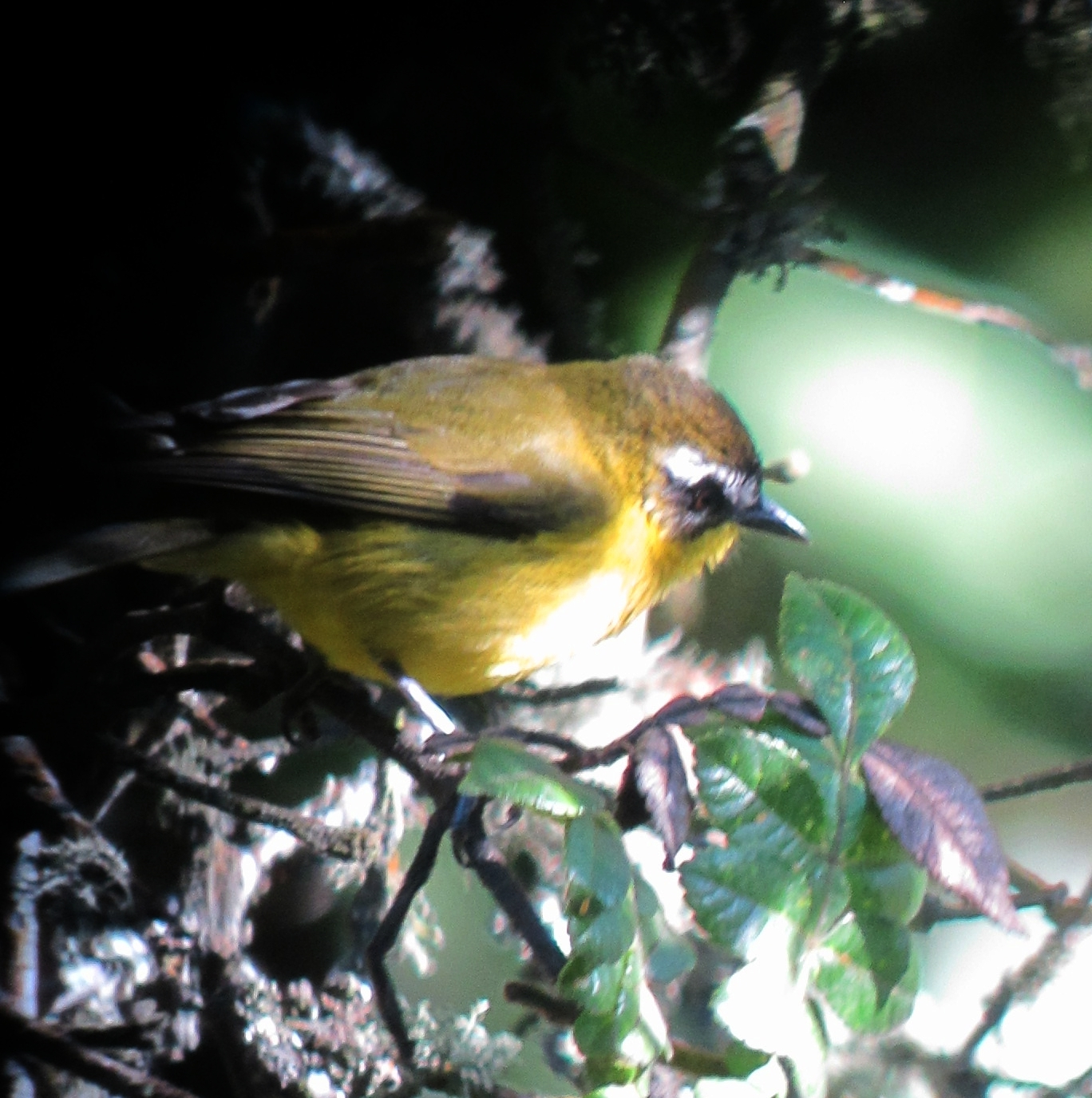
Ögonbrynstangara i Colombia.

- superciliaris-gruppen
  - Thlypopsis superciliaris superciliaris – östra Anderna i centrala Colombia (Cundinamarca)
  - Thlypopsis superciliaris nigrifrons – centrala Anderna i Colombia och Ecuador
  - Thlypopsis superciliaris maculifrons – Anderna i sydvästligaste Ecuador och nordvästra Peru
- leucogastrus/insignis-gruppen
  - Thlypopsis superciliaris insignis – höglandet i norra Peru (Utcubamba öster om Río Marañón)
  - Thlypopsis superciliaris leucogastrus– tempererade delarna av Anderna i centrala Peru (Junín)
- Thlypopsis superciliaris urubambae – tempererade delarana av Anderna i södra Peru (Cusco) till västra Bolivia (La Paz)

### Släktestillhörighet
Tidigare placerades arten i släktet Hemispingus, men genetiska studier visar att arterna i släktet inte står varandra närmast. Ögonbrynstangaran är istället närmast släkt med arterna i Thlypopsis och inkluderas därför i det släktet.

## Status och hot
Arten har ett stort utbredningsområde, men tros minska i antal, dock inte tillräckligt kraftigt för att den ska betraktas som hotad. Internationella naturvårdsunionen IUCN listar arten som livskraftig (LC).